# Petr Mareš
Petr Mareš (ur. 15 stycznia 1953 w Pradze) – czeski polityk, historyk, nauczyciel akademicki i dyplomata, parlamentarzysta, od 2002 do 2004 wicepremier, w latach 2003–2004 przewodniczący Unii Wolności – Unii Demokratycznej.

## Życiorys
Przez rok studiował na Wydziale Historycznym Uniwersytetu Warszawskiego. W 1978 został absolwentem historii na Uniwersytecie Karola w Pradze. W 1983 i 1988 uzyskiwał kolejne stopnie naukowe. Na początku lat 80. był zatrudniony jako monter, później pracował m.in. w Czechosłowackiej Akademii Nauk i instytucie filmowym. W 1990 został nauczycielem akademickim w katedrze politologii na Uniwersytecie Karola, pełnił tam m.in. funkcję prodziekana.
Działał w Unii Wolności. W latach 1998–2002 sprawował mandat deputowanego do Izby Poselskiej. Od lipca 2002 do sierpnia 2004 był wicepremierem do spraw badań, rozwoju, praw człowieka i zasobów ludzkich w rządzie Vladimíra Špidli. W latach 2003–2004 pełnił funkcję przewodniczącego swojego ugrupowania.
Podjął później pracę w dyplomacji. Do 2010 był ambasadorem Czech w Holandii. Następnie został ambasadorem specjalnym do spraw Partnerstwa Wschodniego. W sierpniu 2021 rozpoczął trzyletnią kadencję na stanowisku dyrektora wykonawczego Międzynarodowego Funduszu Wyszehradzkiego.